# 1653 en santé et médecine
| Années de la santé et de la médecine : 1650 - 1651 - 1652 - 1653 - 1654 - 1655 - 1656    |
| Décennies de la santé et de la médecine : 1620 - 1630 - 1640 - 1650 - 1660 - 1670 - 1680 |

Cet article présente les faits marquants de l'année 1653 en santé et médecine.

## Événements

### Canada
- Arrivée de Marguerite Bourgeoys au Canada, venue pour ouvrir une école. À Montréal le 16 novembre, « elle ne trouve pas d’enfants d’âge scolaire à cause de la forte mortalité infantile »[1].

### Italie
- Marcello Malpighi (1628-1694) est reçu docteur en médecine et philosophie à l'Université de Bologne[2].

## Publications
- Armentarium chirurgicum du chirurgien allemand Johann  Schultes (1595-1645), publication posthume d'un album d'instruments de chirurgie de guerre[3].

## Naissances
- 16 janvier : Johann Conrad Brunner (mort en 1727), médecin suisse[4].

Date non précisée
- Sangyé Gyatso (mort en 1705), régent du Tibet qui a influé sur l’histoire tibétaine mais également sur le développement de la médecine et de l’astrologie[5].

## Décès
- 10 juillet :  Gabriel Naudé (né en 1600), médecin et polymathe français[6].
- 25 octobre : Théophraste Renaudot (né en 1586), journaliste, médecin et philanthrope français[7].